# Henry Woods (Maler)
Henry Woods RA (22. April 1846 – 27. Oktober 1921) war ein britischer Maler und Illustrator und einer der führenden Künstler der Neo-Venezianischen Schule.

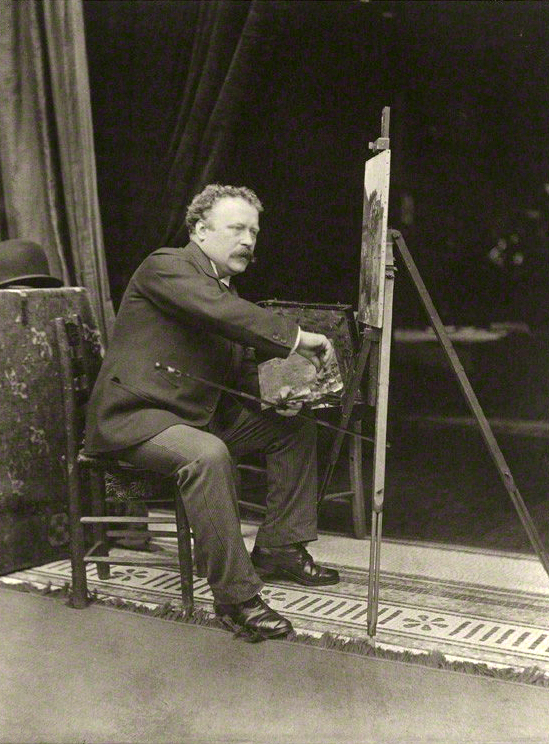
Henry Woods

## Frühes Leben
Henry Woods wurde in einer bürgerlichen Familie in Warrington geboren. Sein Vater, William, war ein Pfandleiher und für einige Zeit Stadtrat, seine Mutter, Fanny, eine Ladenbesitzerin. Er war das älteste von neun Geschwistern.
Woods studierte an der Warrington School, wo er eine Bronzemedaille des Department of Science and Art und ein Stipendium für das Studium am South Kensington School of Art erhielt. 1865 zog er mit seinem Kunststudentenkollegen Luke Fildes nach London: „Die beiden wurden einander zum besten Freund und künstlerischen Vertrauten auf Lebenszeit“. 1869 wurden sowohl Woods als auch Fildes Illustratoren für die Zeitung The Graphic und wurden mit den Künstlern John Everett Millais, Hubert von Herkomer und Frank Holl in Verbindung gebracht. Im selben Jahr begann Woods auf Ausstellungen der Royal Academy auszustellen – sein Stil wurde von Carl van Haanen und Eugene de Blaas beeinflusst – und tat dies auch bis zu seinem Tod.
Um 1871 wohnten Woods und Luke Fildes gemeinsam in Finsbury, London, und später in 22 King Henry’s Road, Haverstock Hill im Camden, wo jeder ein Atelier hatte. Beide gehörten zu einem Kreis von Landschaft szeichnern, dem auch Marcus Stone und Charles Edward Perugini angehörten. Im Jahr 1874 wurde Woods durch die Heirat von Fildes mit seiner Schwester Fanny, ebenfalls eine Künstlerin, zum Schwager von Fildes.

## Venedig

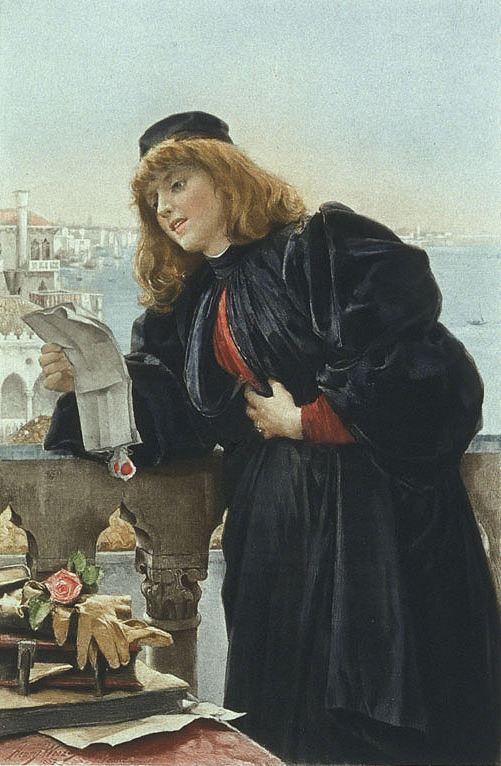
Portia durch Henry Woods (1887)

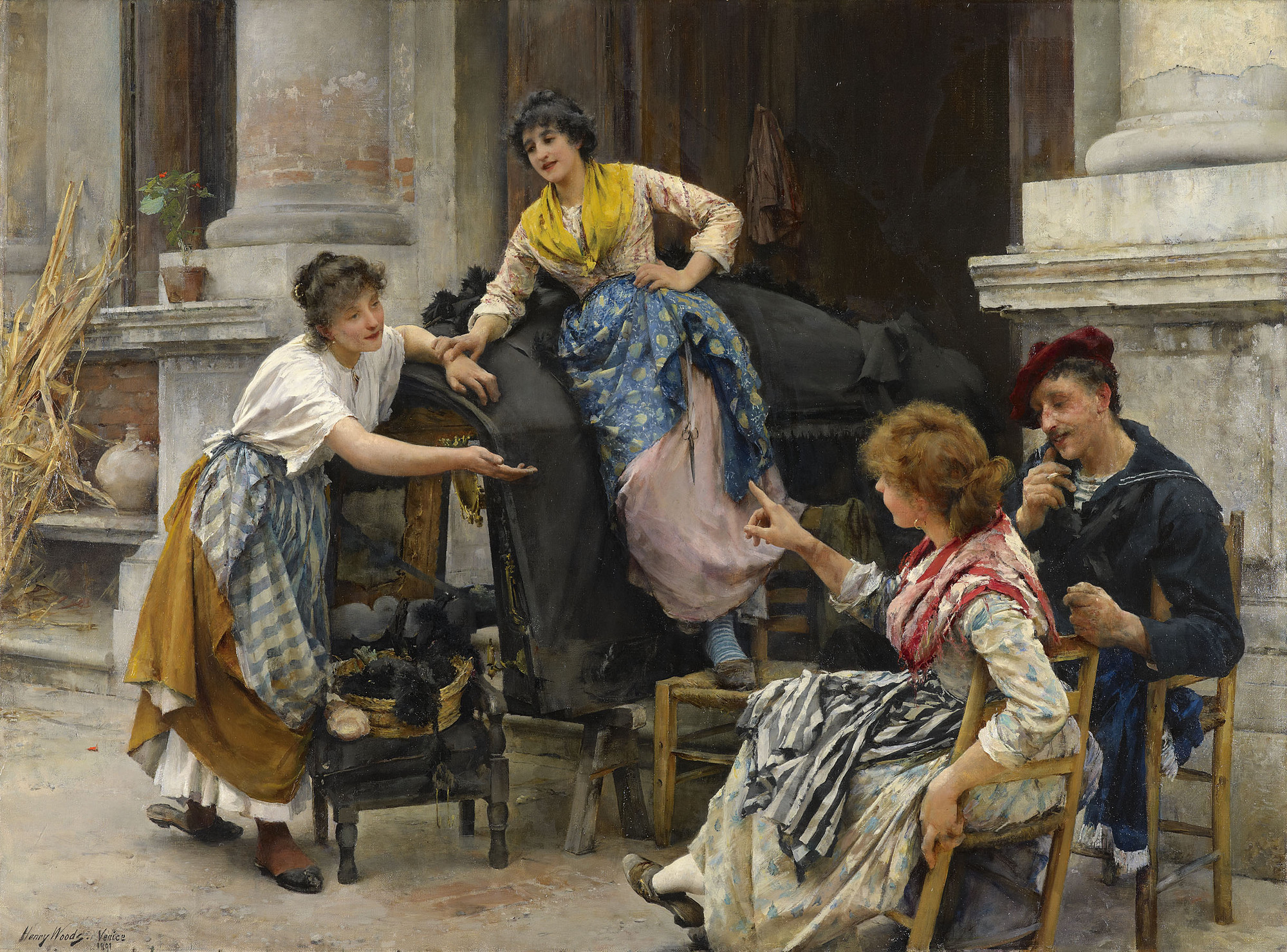
Rivals durch Henry Woods (1891), 86.2 cm by 116.5 cm, Öl auf Leinwand, (Royal Collection)

Woods erster Besuch in Venedig war 1876, und trotz einiger Rückreisen nach England blieb er dort von 1878 bis zum Ende seines Lebens und porträtierte das Alltagsleben der Venezianer. Er befreundete sich mit der Künstlerkolonie um Ludwig Passini, August von Pettenkofen, Cecil van Haanen, Eugene de Blaas, Wolkoff, Ruben und Thoren. In den Jahren 1879–80 lernte er Whistler kennen, der ihn mit Roussoff bekannt machte, und freundete sich mit Sargent an. Im Sommer 1880 besuchte er England und nahm eine Stelle bei den Artists Rifles an. – er war einige Jahre lang ein Freiwilliger, der Manöver auf Wimbledon Common übte, und Wachposten bei Banketten der Royal Academy.
Es waren seine 1881 in Venedig entstandenen Gemälde At the foot of the Rialto und The Gondolier's Courtship, die ihm 1882 die außerordentliche Mitgliedschaft in der Royal Academy einbrachten; 1893 wurde er neben Henry Moore und John MacWhirter Vollmitglied. Vor 1882 hatte er ein Atelier in der Casa Raffaelli, danach nahm er ein größeres Atelier mit Blick auf den Canal Grande, in der Nähe der Kirche von San Maurizio. während der Arbeit im Dorf Serra Valle während „der vollen Hitze des venezianischen Sommers“. Einer der Besucher seines Ateliers war Kaiserin Friedrich, die seine Serra-Valle-Gemälde wohlwollend besprach. In den Jahren 1890–92 schrieb Woods Briefe aus Venedig zur Veröffentlichung in The Graphic.
Im Jahr 1889 gewann ein zur Pariser Weltausstellung eingereichtes Werk eine Bronzemedaille.
Woods war auch Mitglied des The Arts Club, London, und Ehrenmitglied der Accademia di Bella Arte.

## Tod
Abgesehen von zweieinhalb Jahren vor 1919 und gelegentlichen Besuchen in England, um an der Royal Academy auszustellen, blieb Woods bis zu seinem Lebensende in Venedig, zuletzt im Hotel Calcina in der Nähe des Teatro alle Zattere. Am 27. Oktober 1921 malte Woods am Vormittag im Dogenpalast und kehrte mit der Gondel zum Mittagessen in die Calcina zurück. Der Gondoliere kehrte später zurück und fand Woods tot neben seiner Staffelei. Ein Gedenkgottesdienst wurde in der englischen Kirche San Vio abgehalten, danach wurde er auf dem Evangelischen Friedhof beigesetzt.

## Sammlungen
Die Werke von Henry Woods befinden sich in privaten und öffentlichen Sammlungen, unter anderem in der Art Gallery of New South Wales, Sydney, der Government Art Collection, London, der Royal Collection, der New York Public Library, der Royal Academy of Art, der Tate Britain, den Tyne and Wear Museums, Newcastle, und der Walker Art Gallery, Liverpool.

## Hauptwerke
- 1872 – A Monday Popular Concert. New York Public Library
- 1873 – Going Home. Warrington Museum & Art Gallery, Warrington
- 1878 – A Country Studio. Private Sammlung
- 1878 – Entrance to the Grand Canal. Government Art Collection, London
- 1879 – The convalescent. Art Gallery of New South Wales, Sydney
- 1879 – On the Steps of the Rialto, Venedig. Privatsammlung
- 1879 – Scene from Victor Hugo's '93. Art Gallery of New South Wales
- 1880 – Street dealers in Venice. Kunsthalle Hamburg
- 1881 – At the foot of the Rialto. Privatsammlung
- 1881 – The Gondolier's Courtship Privatsammlung
- 1882 – A Venetian Fan Seller. Privatsammlung
- 1884 – A rest on the steps, Venice. Privatsammlung
- 1884 – Venetian Cloisters. Privatsammlung
- 1885 – Cupid's Spell. Tate Gallery
- 1886 – A Venetian Canal. Privatsammlung
- 1886 – The Water Wheels at Savassa, Italy. New Walk Museum, Leicester
- 1887 – Portia. Tyne and Wear Museums
- 1890 – A Canal in Venice. Privatsammlung
- 1890 – La Promessa Sposa. Privatsammlung
- 1891 – Street in Venetia. Brighton Museum & Art Gallery, Brighton and Hove, East Sussex
- 1892 – In the Belfry of the Campanile of St. Mark's, Venice. Maas Gallery, Mayfair, London
- 1892 – The church of the Frari and school of San Rocco, Venice. Private collection
- 1893 – Cloisters, the Church of the Frari, Venice. Warrington Museum & Art Gallery
- 1893 – First Communion Veil. Warrington Museum & Art Gallery
- 1894 – In the Piazza. Privatsammlung
- 1885 – Bartering. Privatsammlung
- 1895 – Il Campo SS Giovanni e Paolo, Venice. Royal Academy of Arts
- 1896 – A Courtyard in Venice. Privatsammlung
- 1896 – A Venetian Christening Party. Towneley Hall Art Gallery, Burnley, Lancashire
- 1896 – A Street in the Rhone Valley. Privatsammlung
- 1902 – Venetian Water Seller. Warrington Museum & Art Gallery
- 1903 – Fruit sellers from the islands, Venice. Privatsammlung
- 1905 – A Venetian Vintage. Harris Museum and Art Gallery, Preston, Lancashire
- 1906 – A Venetian Beauty. Privatsammlung
- 1906 – Rosina. Warrington Museum & Art Gallery
- 1907 – The Admonition. National Museums Liverpool
- 1912 – The Honeymoon. Privatsammlung
- 1914 – Washing Day. Privatsammlung
- 1915 – The Interior Of St.Peter Martyr, Murano Venice. Privatsammlung
- 1916 – A Consultation. Privatsammlung
- 1919 – Laundry Girls in Venice. Privatsammlung

## Ausgewählte Bibliographie
- Bacher, Otto: With Whistler in Venice, New York (1908)
- Greig, James: The Art of Henry Woods, R.A. London: Virtue & Co. (1915)
- Bénézit, E: Dictionnaire des Peintres, Sculpteurs, Dessinateurs et Gravers, 8 Bände, Paris (1954–61)
- Johnson, J, und Gruetzner A: Dictionary of British Artists 1880-1940, Woodbridge (1980)
- MacDonald, Margaret F: Palaces in the Night: Whistler in Venice, London (2001)